# Roche-lès-Clerval
Roche-lès-Clerval é uma comuna francesa na região administrativa de Borgonha-Franco-Condado, no departamento de Doubs. Estende-se por uma área de 5,34 km². Em 2010 a comuna tinha 101 habitantes (densidade: 18,9 hab./km²).